# Planbureau voor de Leefomgeving
Het Planbureau voor de Leefomgeving (PBL) is een Nederlandse overheidsinstantie voor het maken van strategische beleidsanalyses op het gebied van milieu, natuur en ruimte. Het PBL ressorteert onder het ministerie van Infrastructuur en Waterstaat maar verricht onderzoek voor meerdere departementen en andere binnen- en buitenlandse organisaties. Het Planbureau ontstond in mei 2008 door het samenvoegen van het Ruimtelijk Planbureau (RPB) en het Milieu- en Natuurplanbureau (MNP). Het PBL is het derde planbureau van de Rijksoverheid, naast het Centraal Planbureau (CPB) en het Sociaal en Cultureel Planbureau (SCP). Het bureau is gevestigd in Den Haag.
De directeur van het PBL is tevens adviserend lid van de Wetenschappelijke Raad voor het Regeringsbeleid (WRR).

## Kerntaken
Het PBL draagt bij aan de kwaliteit van de politiek-bestuurlijke afweging door het verrichten van verkenningen, analyses en evaluaties waarbij een integrale benadering voorop staat. Het PBL is beleidsgericht. Het verricht zijn onderzoek gevraagd en ongevraagd, onafhankelijk en wetenschappelijk gefundeerd. De term leefomgeving wordt breed geïnterpreteerd; er wordt niet slechts de dagelijkse en lokale leefomgeving mee bedoeld. Kerntaken van het PBL zijn:
- Het in beeld brengen van de actuele kwaliteit van milieu, natuur en ruimte en het evalueren van het gevoerde beleid.
- Het verkennen van de toekomstige maatschappelijke ontwikkelingen die van invloed zijn op de kwaliteit van milieu, natuur en ruimte, en het evalueren van mogelijke beleidsopties.
- Het signaleren en agenderen van maatschappelijke vraagstukken die van belang zijn voor milieu, natuur en ruimte.
- Het identificeren van mogelijke strategische opties voor het bereiken van overheidsdoelen op het gebied van milieu en natuur en ruimte.

## Producten
Een belangrijke, wettelijke taak van het PBL is het periodiek uitbrengen van toekomstverkenningen op het gebied van ruimte, milieu en natuur, zoals de tweejaarlijkse Balans van de Leefomgeving en de Natuur- en Ruimtelijke Verkenningen en de jaarlijkse Klimaat- en Energieverkenning zoals voorgeschreven in de Klimaatwet. Daarnaast brengt het PBL gevraagd en ongevraagd beleidsanalyses en -evaluaties uit.

## Organisatie
Het PBL is een inhoudelijk onafhankelijk onderzoeksinstituut op het gebied van milieu, natuur en ruimte, dat organisatorisch onderdeel is van de Rijksoverheid, namelijk het ministerie van Infrastructuur en Waterstaat. Naast dit ministerie kunnen ook andere departementen - met name de ministeries van Economische Zaken en Klimaat, Binnenlandse Zaken en Koninkrijksrelaties en Buitenlandse Zaken - het planbureau verzoeken onderzoek te verrichten naar vraagstukken op het gebied van milieu, natuur en ruimte.
De organisatie is opgedeeld in twee stafbureaus en zes inhoudelijke sectoren. Bij het PBL werkten in 2022 257 fte (vast plus tijdelijk). Meer dan tachtig procent van de medewerkers heeft een academische achtergrond. Dit zijn onder meer biologen,
economen, natuurkundigen, planologen, wiskundigen, sociologen, sociaal geografen, bestuurskundigen en landbouwingenieurs.
De organisatie is gehuisvest in een pand aan de Bezuidenhoutseweg te Den Haag, waarin ook het Centraal Planbureau, het Sociaal en Cultureel Planbureau, de Raad voor de leefomgeving en infrastructuur hun kantoor hebben.
Tot 2008 was Dineke Mulock er interim-directeur. Zij werd in dat jaar opgevolgd door directeur Maarten Hajer, die in 2015 weer werd opgevolgd door directeur Hans Mommaas. Op 7 oktober 2022 werd bekend dat de Ministerraad Marko Hekkert per 1 januari 2023 heeft benoemd als directeur van het PBL. Hekkert zal daarmee Mommaas opvolgen, wiens benoemingstermijn van zeven jaar er per 1 november 2022 op zit.
| Van             | Tot               | Naam                              |
| --------------- | ----------------- | --------------------------------- |
| 15 mei 2008     | 30 september 2008 | Dineke Mulock (interim-directeur) |
| 1 oktober 2008  | 1 oktober 2015    | Maarten Hajer                     |
| 1 november 2015 | 1 november 2022   | Hans Mommaas                      |
| 1 januari 2023  | Heden             | Marko Hekkert                     |

## Kritiek
In 2019 klaagde de koepel van woningcorporaties, Aedes dat het Planbureau voor de Leefomgeving de kosten voor vergroening van woningen te laag heeft ingeschat. Volgens Aedes zijn de vergroeningskosten zo’n 40 tot 50 procent hoger dan in de doorrekening van het PBL. Het Algemeen Dagblad berichtte in 2020 dat het PBL heeft erkend dat het niet alle kostenposten meegenomen zijn in de doorrekening.
In 2021 kreeg het PBL kritiek vanwege het gebruik van de term ‘nationale kosten’. Met dit begrip wordt gekeken naar de uiteindelijke kosten voor de maatschappij als geheel. De uiteindelijke belastingdruk voor de burger als gevolg van de beoogde vergroening blijft zo onduidelijk.
Op 24 oktober 2021 keek het FD terug op de ramingen over 2021.
"In de KEV van vorig jaar rekende het PBL bijvoorbeeld nog met een prijs van aardgas in 2021 van €12,65, terwijl de prijs nu op €90 ligt. Steenkool? €54,06 in plaats van de huidige prijs van €169. Voor CO₂ rekende PBL met €20 voor 2021. De prijs staat nu op €59. En de elektriciteitsprijs staat nu tien keer zo hoog als de raming van PBL."
Vooral de totaal verkeerd ingeschatte gasprijs zorgt voor veel economische schade.